# Bucle (topologia)

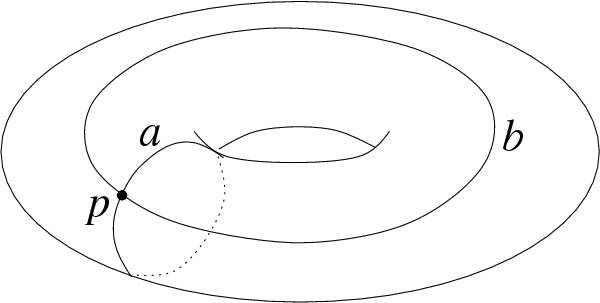
Dos bucles a, b en un tor.

En matemàtiques, i en particular en la branca de topologia, un bucle en un espai topològic X és una funció contínua f des de l'interval unitari I = [0,1] a X tal que f(0) = f(1). En altres paraules, es considera un camí el punt inicial del qual és igual al seu punt terminal.
Un bucle també es pot veure com un mapa continu f des del cercle unitari S1 a X, perquè S1 es pot catalogar com un quocient de I sota la identificació de 0 amb 1.
El conjunt de tots els bucles de X constitueix un espai anomenat espai de bucles de X.